# SpaceX Crew-10
SpaceX Crew-10 se prevé que sea el décimo vuelo operativo del Programa de Tripulación Comercial de la NASA y el decimoséptimo vuelo orbital tripulado de una nave espacial Crew Dragon. La misión transportará a 4 miembros de la tripulación (las astronautas de la NASA Anne McClain y Nichole Ayers, el astronauta de la JAXA Takuya Onishi y el cosmonauta de Roscosmos Kirill Peskov) a la Estación Espacial Internacional (ISS). Está previsto que la misión se lance en marzo de 2025. 

## Tripulación
| Puesto                   | Astronauta                                               | Astronauta                                               |
| ------------------------ | -------------------------------------------------------- | -------------------------------------------------------- |
| Comandante               | Anne McClain, NASA Expedición 72 / 73 Segundo vuelo      | Anne McClain, NASA Expedición 72 / 73 Segundo vuelo      |
| Piloto                   | Nichole Ayers, NASA Expedición 72 / 73 Primer vuelo      | Nichole Ayers, NASA Expedición 72 / 73 Primer vuelo      |
| Especialista de Misión 1 | Takuya Onishi, JAXA Expedición 72 / 73 Segundo vuelo     | Takuya Onishi, JAXA Expedición 72 / 73 Segundo vuelo     |
| Especialista de Misión 2 | Kirill Peskov, Roscosmos Expedición 72 / 73 Primer vuelo | Kirill Peskov, Roscosmos Expedición 72 / 73 Primer vuelo |

| Puesto                   | Astronauta               | Astronauta               |
| ------------------------ | ------------------------ | ------------------------ |
| Especialista de Misión 2 | Oleg Artemyev, Roscosmos | Oleg Artemyev, Roscosmos |

## Misión
La décima misión operativa de SpaceX en el Programa de Tripulación Comercial estaba inicialmente programada para su lanzamiento en febrero de 2025. 
Esta misión iba a ver el vuelo inaugural de Crew Dragon C213, la quinta y potencialmente última nave espacial Crew Dragon.  El lanzamiento finalmente se pospuso un mes hasta fines de marzo de 2025 para permitir que SpaceX y la NASA completaran las pruebas finales y la integración de la nueva nave espacial. Sin embargo, debido a que la NASA creía que C213 no estaría listo para su lanzamiento debut hasta fines de abril, la misión fue reasignada a Crew Dragon Endurance, lo que permitió que la fecha de lanzamiento se adelantara a principios de marzo. 